# 西克雷斯特 (佛羅里達州)
西克雷斯特（英語：Seacrest）是位於美國佛羅里達州沃爾頓縣的一個非建制地區。該地的面積和人口皆未知。

## 地理
西克雷斯特的座標為30°17′01″N 86°02′30″W / 30.28361°N 86.04167°W，而該地的平均海拔高度為0米（即0英尺）。